# ذهبية العين الشائعة

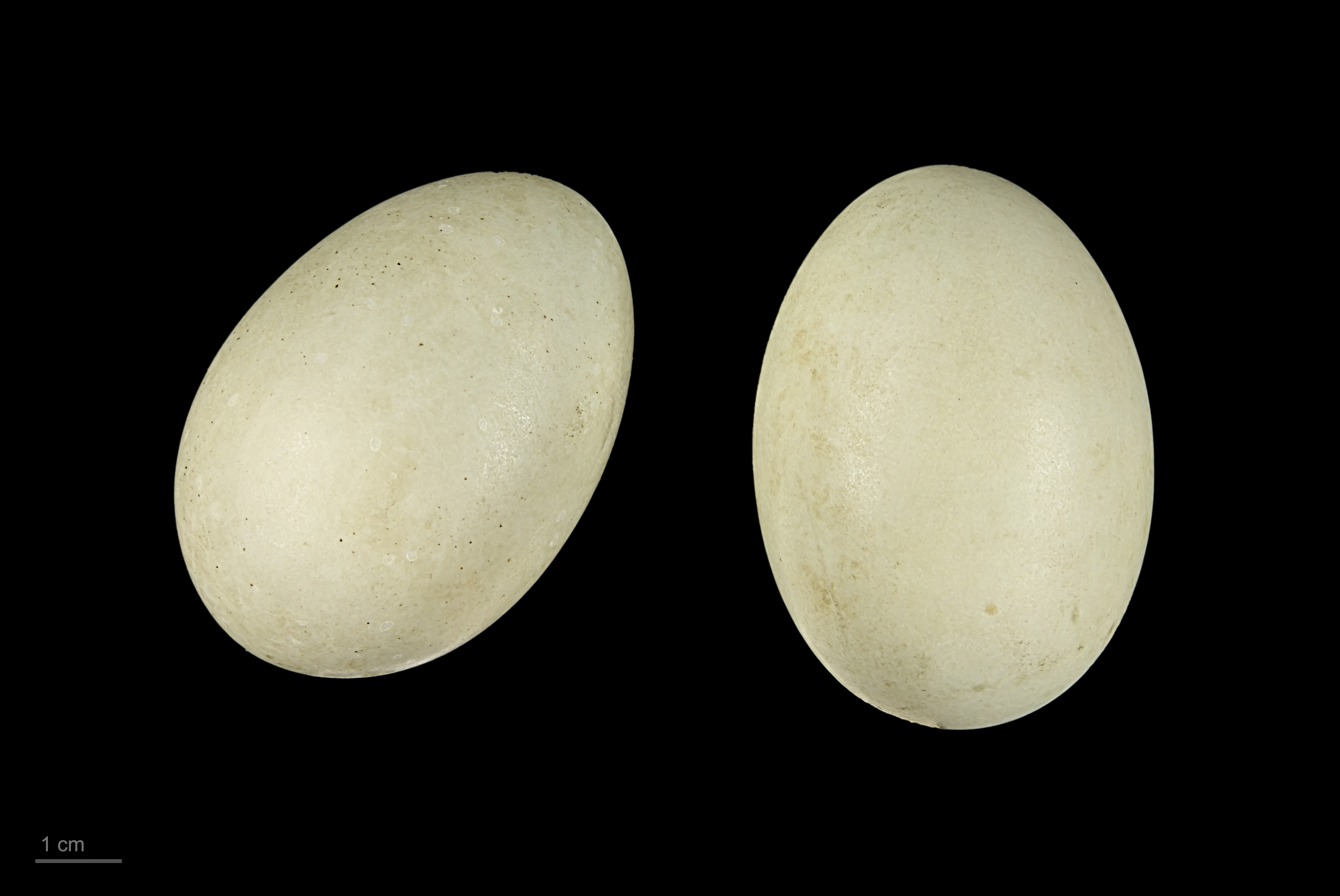
Bucephala clangula

ذهبية العين الشائعة أو ذهبيّ العين الشائع (الاسم العلمي: Bucephala  clangula) (بالإنجليزية: Common  Goldeneye)‏ هو طائر ينتمي إلى جنس ذهبي العين ضمن الفصيلة البطية من رتبة الإوزيات.

## معرض صور

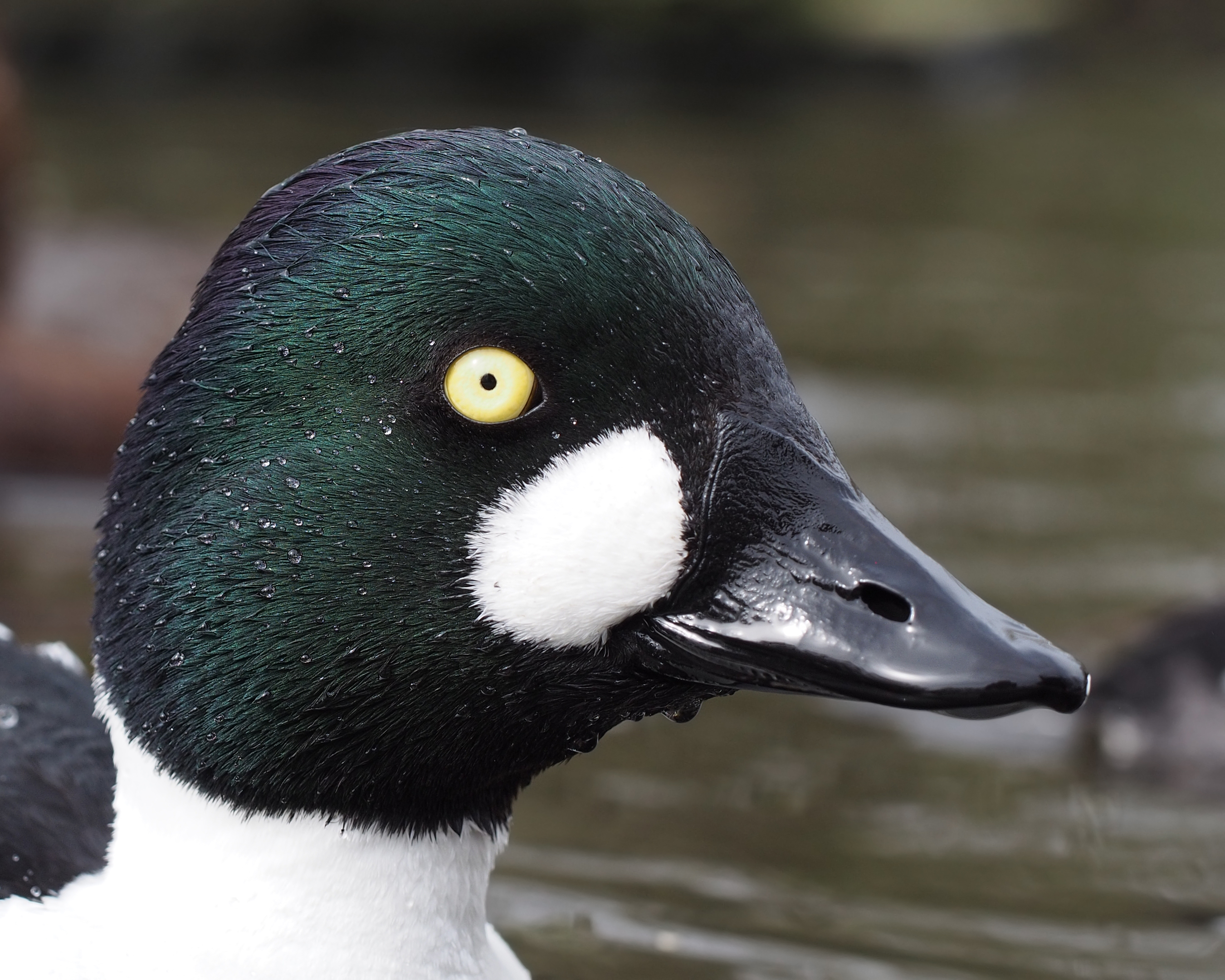
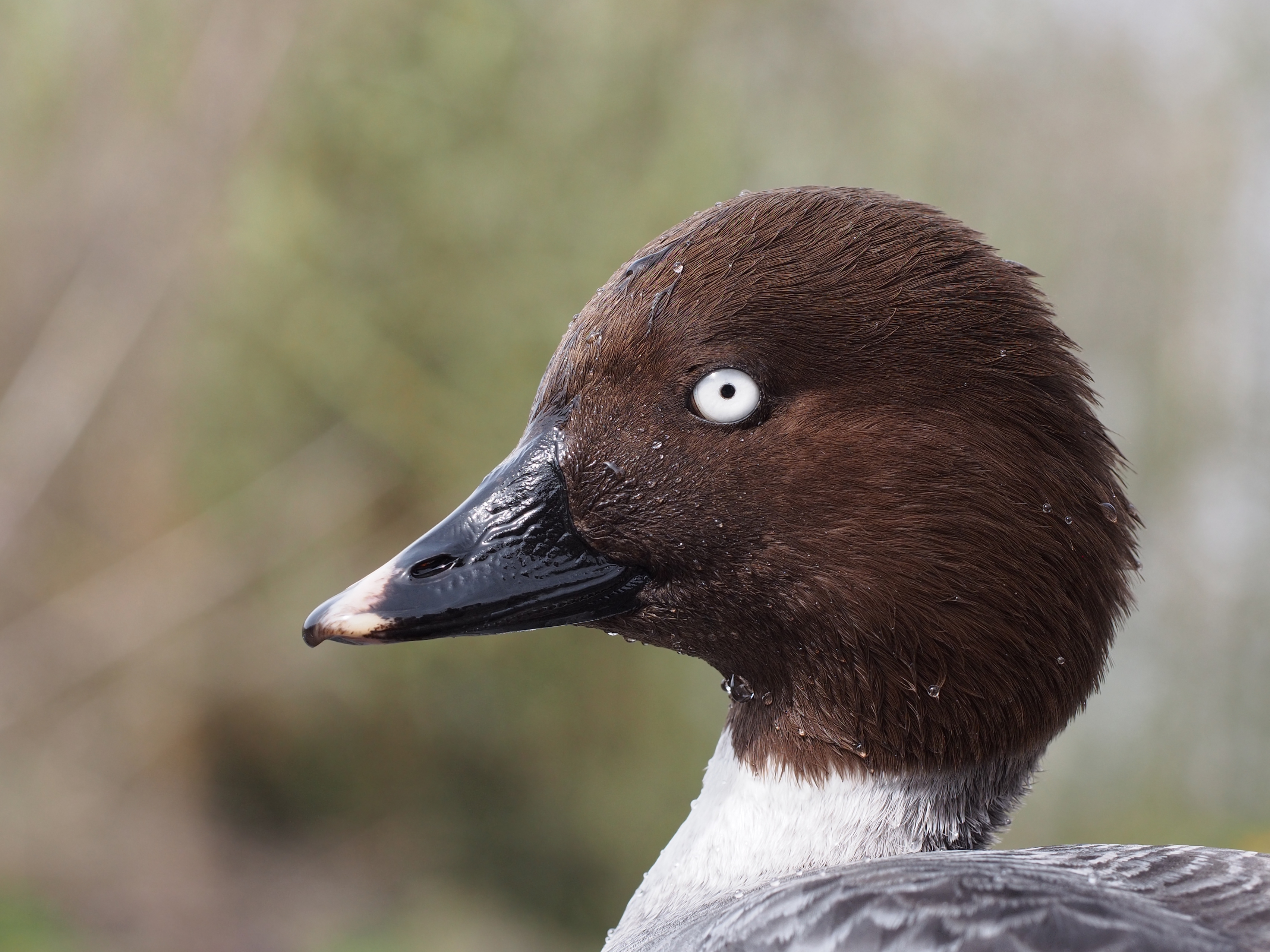
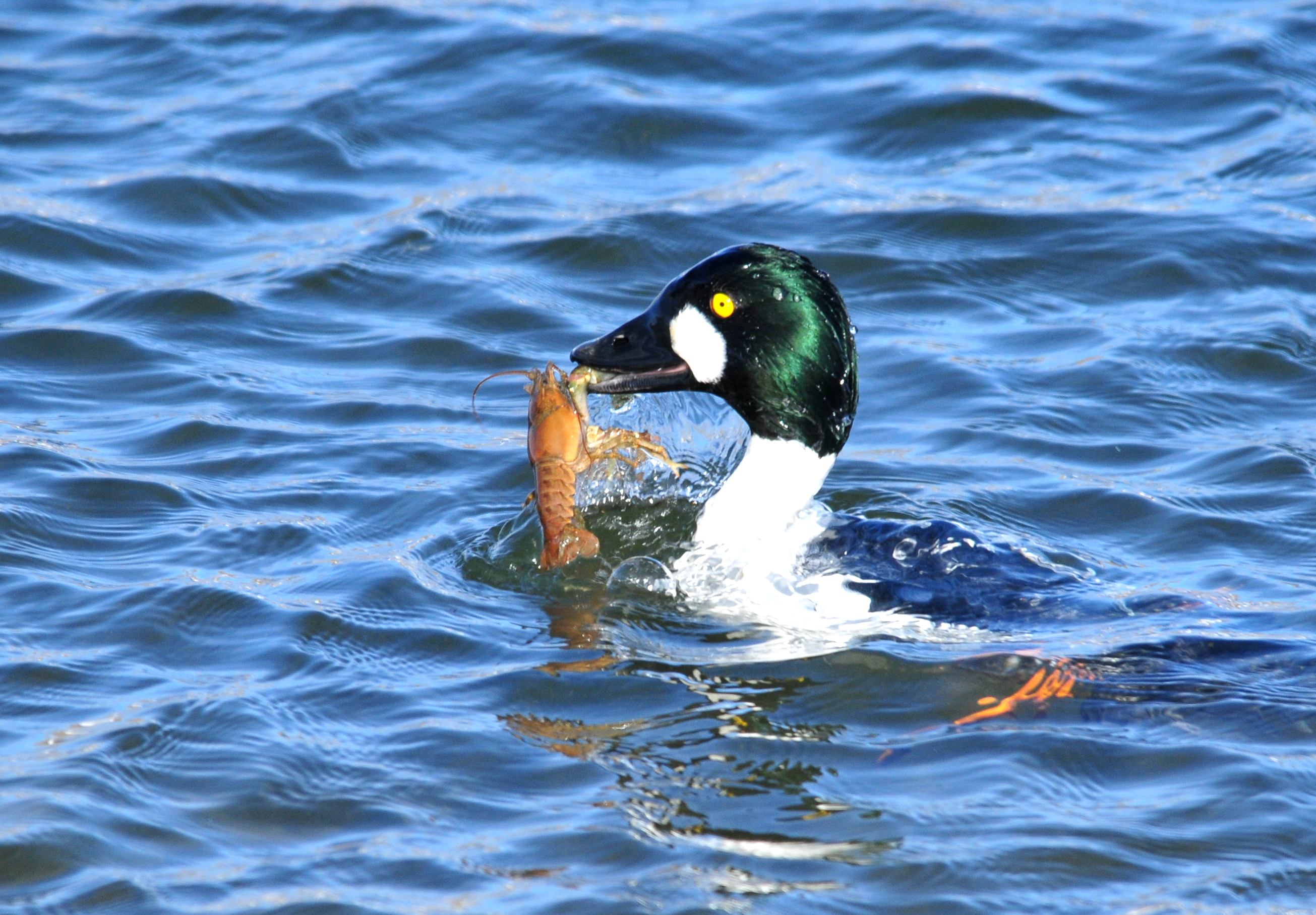
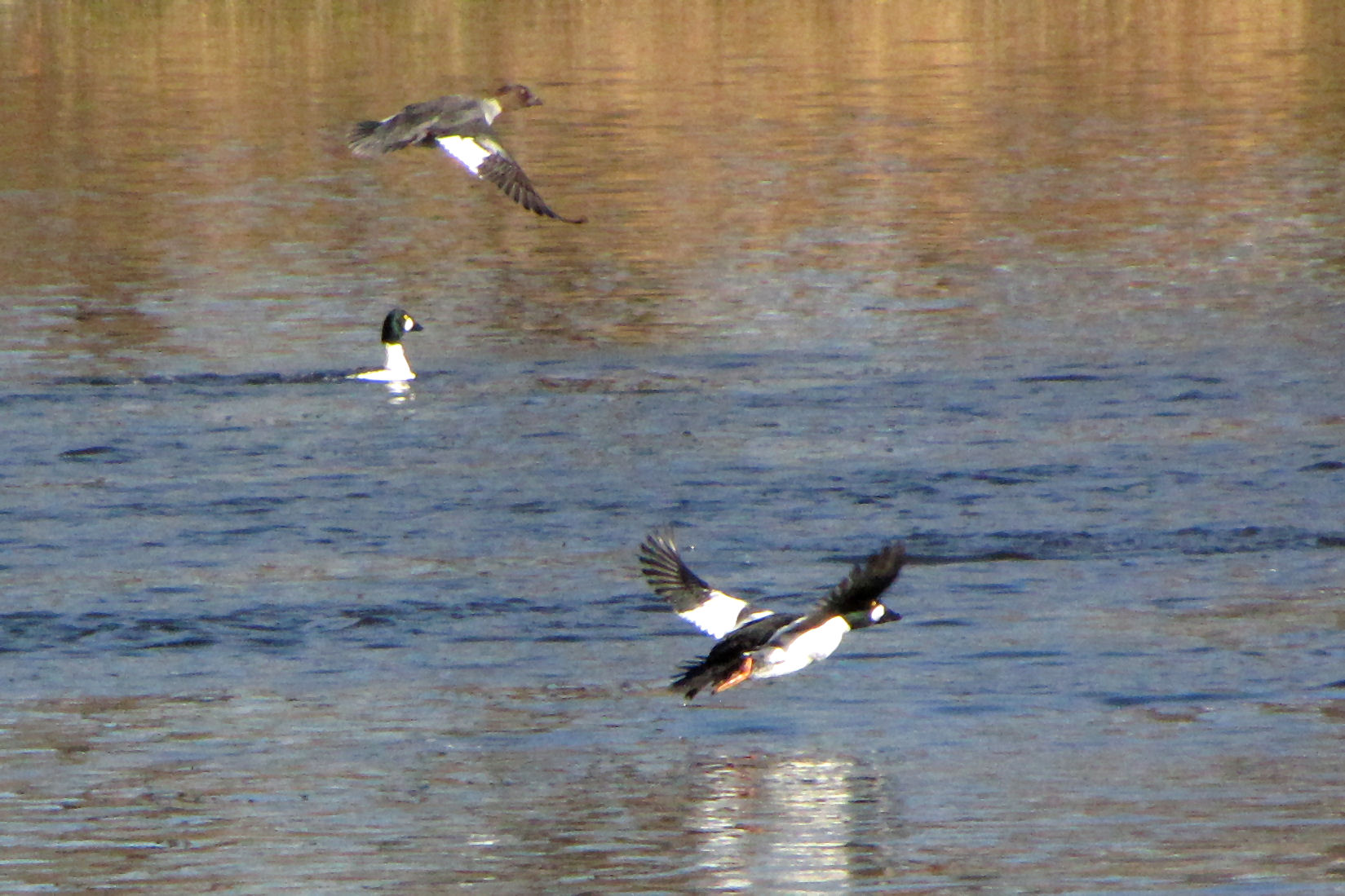
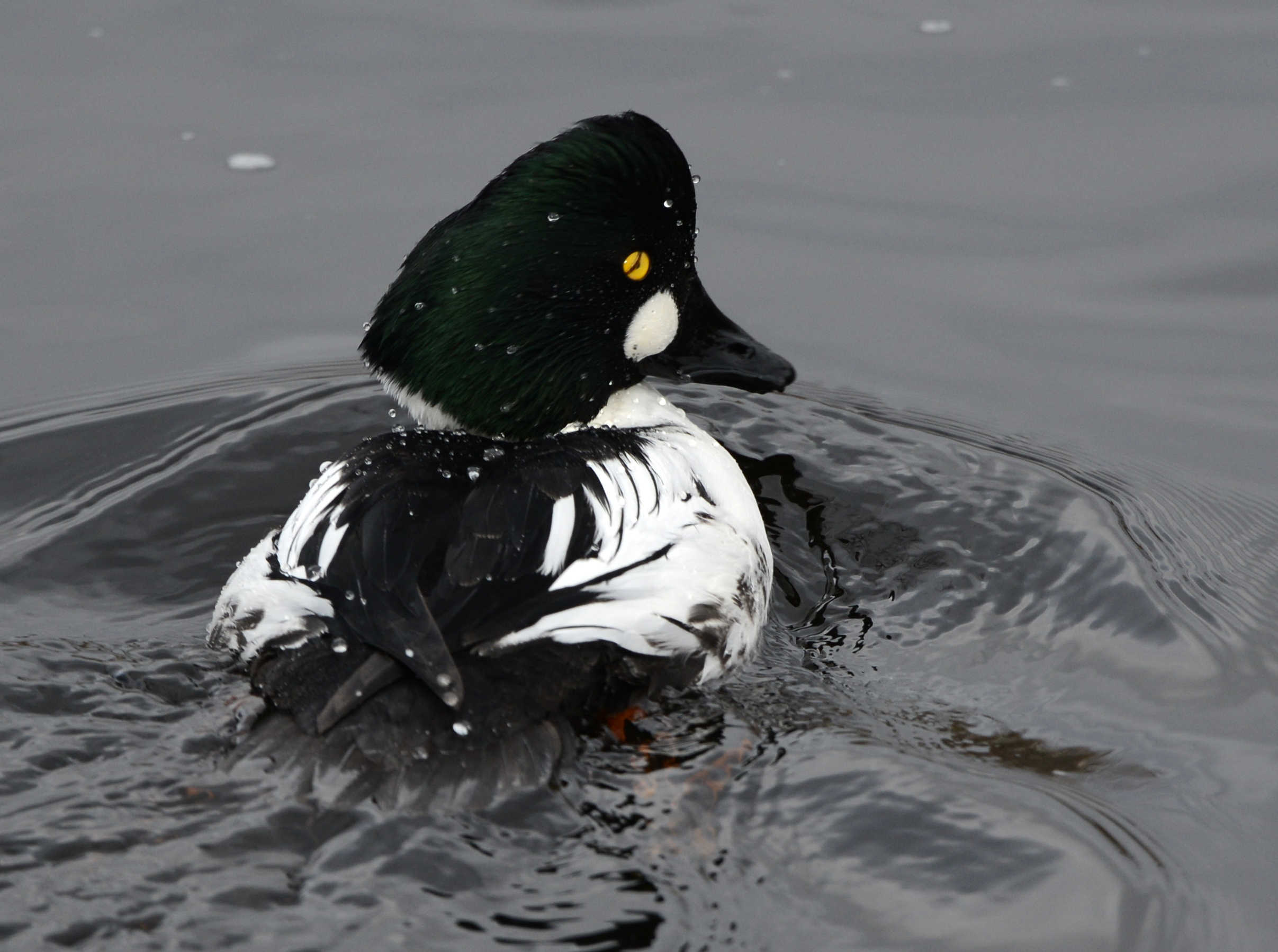